# Aclopinae
Aclopinae – podrodzina chrząszczy z podrzędu wielożernych i rodziny poświętnikowatych. Obejmuje 28 opisanych gatunków. Zasiedlają południową część krainy neotropikalnej oraz krainę australijską. Samice są nielotne, znane tylko u dwóch gatunków, zaś larwy pozostają całkowicie nieznane.

## Morfologia
Chrząszcze o wydłużonym, owalnym ciele, osiągającym małe lub średnie, jak na żuki, rozmiary. Ubarwienie mogą mieć od jasnobrązowego po czarne. Występuje u nich silnie zaznaczony dymorfizm płciowy.
Głowa ma oczy złożone podzielone występem policzka zwanym canthus. Czułki buduje od siedmiu do dziewięciu pozbawionych delikatnego owłosienia członów, z których trzy ostatnie są blaszkowate i formują buławkę. Narządy gębowe mają wargę górną i żuwaczki wyraźnie widoczne od góry, wystające przed przednią krawędź nadustka. Nadustek leży w tej samej płaszczyźnie co warga górna i może być wyposażony w słabo zaznaczony róg lub pozbawiony takiegoż wyrostka. Szew między wargą górną a nadustkiem jest wyraźnie widoczny. Żuwaczki są przysadziste, o nieco zaokrąglonych wierzchołkach, silnie uwstecznionych płatach molarnych i zredukowanych lub całkiem zanikłych prostekach. Podbródek jest szerszy niż boczna część podstawy bródki.
Równomiernie wypukłe przedplecze ma dobrze rozwiniętą błonę na przedniej krawędzi i może być na przedzie zaopatrzone w wyrostki. Powierzchnia przedplecza jest głównie naga, ale po bokach jego dysku występuje od jednej do kilku par szczecinek. Tarczka jest widoczna od zewnątrz między nasadami pokryw. Forma pokryw jest dłuższa niż szeroka, wysklepiona, o zaokrąglonych bocznych brzegach. Punktowanie pokryw może być rzadkie do umiarkowanie gęstego. Brak jest na nich rzędów z wyjątkiem rzędu przyszwowego. Powierzchnia pokryw może być ponadto naga lub porośnięta przeciętnej długości szczecinkami. Tylna para skrzydeł u samców jest wykształcona, u samic zaś zredukowana. Ich użyłkowanie cechuje się silnie rozbieżnymi od nasady i szeroko odseparowanymi odgałęzieniami trzecim i czwartym przedniej żyłki radialnej (RA3 i RA4), wierzchołkowym odcinkiem pierwszej odnogi tylnej żyłki radialnej (RP1) niemal równoległym do czwartej jej odnogi  (RP4) oraz prostą przednią żyłką analną (AA). Wyrostek międzybiodrowy przedpiersia jest dobrze widoczny i gęsto porośnięty szczecinkami. Szczecinki porastają również gęsto śródpiersie. Epimeryty śródpiersia są u nasady tak szerokie jak u wierzchołka.
Odnóża mają stopy zwieńczone niezmodyfikowanymi, symetrycznymi, równych rozmiarów pazurkami, niezdolnymi do niezależnego poruszania się; walcowate onychium zaopatrzone jest w dwie szczecinki. Przednia para odnóży ma poprzeczne biodra oraz wyposażone w dwa lub trzy ząbki i pozbawione ostrogi golenie. Ostrogi na goleniach środkowej pary stykają się ze sobą. Golenie tylnej pary odnóży mają ostrogi niemal się stykające lub odseparowane. Uda dwóch ostatnich par odnóży zaopatrzone są w poprzeczne żeberka. Stopy samic mają zredukowanych rozmiarów człony.
Odwłok ma pięć dobrze widocznych z zewnątrz sternitów (wentrytów), które oddzielone są od siebie wyraźnymi szwami i mają krótsze długości niż zapiersie. Zesklerotyzowanych sternitów jest łącznie sześć, ale pierwszy jest z zewnątrz słabo widoczny. U samców wszystkie przetchlinki odwłoka leżą na błonach pleuralnych jego segmentów, zaś u samic ostatnie trzy ich pary leżą na sternitach. Propygidium nie jest zrośnięte ze sternitem. Pygidium nie jest wyraźnie odsłonięte przez pokrywy. Samce nie mają w pełni wykształconej kapsuły genitalnej, a prawie prostokątna lub podługowato-owalna płytka wentralna nie tworzy prawdziwego spiculum gastrale. Edeagus cechuje się smukłymi, lekko zakrzywionymi pośrodku, nie dłuższymi od fallobazy paramerami. Samica ma podwójne i oddzielone od siebie gruczoły dodatkowe oraz niepołączony z gonokoksytami stylus.

## Ekologia i występowanie
Biologia i ekologia tych owadów są słabo zbadane. Nieznane nauce pozostają larwy, a samice opisano tylko dla dwóch gatunków: Gracilaclopus bidentulus i Phanaeognatha jenae. Osobniki dorosłe z jednego rodzaju łowione były do sztucznych źródeł światła. Przypuszcza się, że samice pędzą głównie podziemny tryb życia, o czym świadczyć mogą m.in. zredukowane oczy i buławka czułków, niezdolność do lotu z uwagi na redukcję skrzydeł tylnych, nabrzmiały odwłok i zredukowane stopy.
Aclopinae zamieszkują wyłącznie Nowy Świat. Plemię Aclopini i rodzaj Neophaenognatha zasiedlają krainę neotropikalną od Boliwii i Brazylii po Chile i Argentynę, zaś rodzaj Phaenognatha zamieszkuje krainę australijską.

## Taksonomia
Wilhelm Ferdinand Erichson w 1847 roku umieszczał rodzaje Aclopus i Phaenognatha wśród Glaphyridae. W 1850 roku Charles Émile Blanchard utworzył plemię Aclopini w obrębie podrodziny chrabąszczowatych, zaliczając doń rodzaje Aclopus i Phyllotocus, jednak ten drugi przeniesiony został w 1912 roku do Sericini. Do rangi podrodziny Aclopinae w obrębie poświętnikowatych wyniósł omawiany takson w 1977 roku Stiepan Jabłokow-Chnzorian, wyróżniając w jego obrębie dwa monotypowe plemiona Aclopini i Phaenognathini. W 1983 roku Peter Geoffrey Allsopp wydzielił neotropikalnych przedstawicieli rodzaju Phaenognatha w nowy rodzaj Neophaenognatha. Taką też klasyfikację zastosowano w pracach systematyzujących podział chrząszczy autorstwa Lawrence'a i Newtona z 1995 roku, jak i autorstwa 11 koleopterologów z 2011 roku. W latach 2004–2007 Giorgij Nikołajew włączył do Aclopinae liczne taksony kopalne z jury i kredy wczesnej. W 2012 roku Federico Ocampo i José Mondaca wyróżnili w obrębie Aclopini dwa nowe rodzaje: Gracilaclopus i Desertaclopus, natomiast plemię Phaenognathini wyłączyli z Aclopinae, klasyfikujące je jako incertae sedis w obrębie rodziny poświętnikowatych. W 2019 roku Jhon César Neita‐Moreno i współpracownicy opublikowali wyniki pierwszej obejmującej liczne Aclopinae molekularno-morfologicznej analizy filogenetycznej. Potwierdziła ona monofiletyczność współczesnych rodzajów, jak i tworzenie przez Aclopini i Phaenognathini kladu. Jednocześnie do owego kladu okazały się nie należeć żadne z włączanych do Aclopinae taksonów kopalnych. Holcorobeus przeniesiono do biegaczowatych, a pozostałe z nich umieszczono w obrębie nadrodziny żuków jako incertae sedis, przy czym Ceafornotensis i Prophaenognatha jawią się w wynikach analizy jako blisko spokrewnione z wygonakowatymi, Antemnacrassa jako siostrzany dla Hybosoridae, zaś Cretaclopus, Juraclopus, Mesaclopus i Mongolrobeus jako tworzące linię ewolucyjną bliską Diphyllostomatidae. Zasadność takiego kroku potwierdzają także dane biogeograficzne – wszystkie wymienione taksony kopalne z wyjątkiem Ceafornotensis pochodzą Laurazji, podczas gdy współczesne Aclopinae mają typowo gondwański typ rozsiedlenia.
Podrodzina obejmuje 28 opisanych gatunków. W związku z powyższym systematyka Aclopinae przedstawia się następująco:
- plemię: Aclopini Blanchard, 1850
  - Aclopus Erichson, 1835
  - Desertaclopus Ocampo & Mondaca, 2012
  - Gracilaclopus Ocampo & Mondaca, 2012
- plemię: Phaenognathini Iablokoff-Khnzorian, 1977
  - Neophanaeognatha Allsopp, 1983
  - Phaenognatha Hope, 1842